# فيكتور برانفورد
فيكتور برانفورد (25 سبتمبر 1863 - 22 يونيو 1930) (بالإنجليزية: Victor Branford) عالم اجتماع بريطاني. هو مؤسس الجمعية الاجتماعية، وأصبح عضوًا فخريًا في الجمعية الأمريكية لعلم الاجتماع، التي أصبحت الآن  الجمعية الأمريكية لعلم الاجتماع (American Sociological Association).